# 柳京 (朝鮮人民軍)
柳京、または柳敬（류경<リュギョン>、生年不明 - 2011年2月）は、朝鮮民主主義人民共和国の政治家、軍人。国家安全保衛部（国家保衛省の前身）副部長（「第一副部長」とも）、朝鮮人民軍上将を務めた。2011年初頭に収賄の罪で銃殺刑に処された。

## 生涯
柳京の生い立ちについては不明である。ただし北朝鮮の資料によると、2002年の日朝首脳会談で彼の諜報活動が成果を挙げたと示している。日本側の報道では同首脳会談実現のための秘密交渉を担った人物と認識されている。その際、カウンターパートであった日本国外務省アジア大洋州局長の田中均に対して名前すら明かさなかったため、日本政府内で「ミスターX」と呼ばれていたことも知られる。この協議の場では日本側の要求に即答するほどの裁量権を与えられていたようである。このときより当時の最高指導者である金正日の愛将として、俄に姿を現した。2009年、彼はアメリカの女性記者の誘拐を指示した。そしてアメリカのビル・クリントン元大統領が解放交渉のため平壌を訪問した際に、クリントン元大統領が金正日の面前で頭を下げたと大きく宣伝した。柳京の功績は表彰され、同年に2つの共和国英雄称号を授けられた。
しかし、2011年2月、柳京は失脚し、処刑される。処刑の理由は以下の2点が挙げられる。
- 不正[3]

収賄や不正蓄財の被告となり、自宅から大量の金銭が発見された。
その後、速やかに公開処刑が決定され、朝鮮労働党や軍の幹部らが注視する中で刑が執行されたと報じられた。
処刑方法は銃殺刑であり、99発の銃弾が撃ち込まれた。
柳京の突然の失脚は、金正日が息子の金正恩に地位を継承することを支援するためであったと分析されている。
- 報告書記述の不手際[5]

2010年12月5日、特使としてソウルを訪問した柳京は、何の成果も出せないまま北朝鮮に帰国した。柳京はソウル滞在を1日延長したが、帰国後に提出した報告書に、その際の行き先をきちんと記載しなかったことが問題視された。
北朝鮮当局は、柳京と在日朝鮮人の夫人を強制的に離婚させた上で、自宅で残りの家族全員を銃殺したとされている。
政敵である張成沢と、その妻である金敬姫が黒幕とされており、体制内での権力基盤を盤石にするため、党内の政敵を、暗殺などの手口で次々に消していたとされる。保衛部にも刃を向け、保衛部の権威が金正恩の権力固めの過程で肥大しすぎたと見ていたとされる。
その他、処刑前まで韓国の諜報機関である国家情報院（国情院）にも秘密裏に接触していたとされ、前述の通り2010年には韓国を訪問し当時国情院次長だった金塾（キムスク）らと直接会談している。